# 8 вересня
8 вересня — 251-й день року (252-й у високосні роки) в григоріанському календарі. До кінця року залишається 114 днів.

## Свята і пам'ятні дні

### Міжнародні
- Всесвітній день фізіотерапії.
- ООН: Міжнародний день грамотності.
- ООН: Міжнародний день солідарності журналістів.
- ООН: День вибачень.

### Національні
- Україна: Рожаниці.
- Андорра: Національне свято Королівства Андорра. День Богородиці Мерітшельської. (1278)
- Іспанія: Національний день волонтера.
- Мальта: День перемоги.
- Північна Македонія: День незалежності. (Відзначається набуття незалежності від Югославії в 1991 році)
- США: Національний день хліба з фініками і горіхами.

### Релігійні

#### Західне християнство
- Різдво Пресвятої Богородиці:
  - Діва Марія Милостива;
  - Фестиваль Монті[en] (Діоцезія Мангалура[en]);
  - Богоматір доброго здоров’я[en];
  - Богоматір з Ковадонги[en] (Астурія).

- Пам'ять папи Сергій I;
- Пам'ять святих Адріана та Наталії Нікомедійських, Дісібода[en] та Корбиніана Фрайзінгського[en].

#### Східне християнство[1]
- Різдво Пресвятої Богородиці;
- Ікони Софії — Премудрості Божої[ru] (Київської);
- Почаївської, Домницької, Холмської, Ліснинської та Кам'янка-Струмилової ікон Божої Матері.

#### Бахаїзм
- Іззат.

## Іменини
✝  Католицькі: Адріан, Дісібод, Корбиніан, Марія, Сергій.
✙ Православні: Марія.

## Події
- 70: римські війська Тита Флавія здобувають Єрусалим, знищують місто і Другий Єрусалимський храм.
- 1296 — у Флоренції відбулася урочиста церемонія закладання собору Санта-Марія-дель-Фйоре (собор Діви Марії з квіткою)
- 1504 — у Флоренції на площі Сіньйорії встановили 5-метрову статую «Давид» роботи Мікеланджело Буонарроті
- 1514 — у битві під Оршею московська армія була розбита русько-литовськими військами під проводом князя Костянтина Острозького
- 1522 — завершено першу навколосвітню подорож, почату під керівництвом Фернана Магеллана. Із 5 кораблів Магеллана назад повернувся лише один — під командою Хуана Елькано. Інша дата, що зустрічається в різних джерелах, — 6 вересня
- 1529 — османські війська взяли Буду (Угорське королівство)
- 1664 — Нова Голландія, нідерландська колонія в Північній Америці (сучасні штати Нью-Йорк, Нью-Джерсі та Делавер), цілковито перейшла під контроль англійців
- 1760 — останній французький генерал-губернатор Канади Водрейль здав Монреаль британцям. Згідно з підписаною згодом Паризькою угодою Нова Франція стала власністю Королівства Великої Британії
- 1791 — у паризькому Луврі художники вперше виставили на огляд свої картини
- 1796 — Наполеон розбив австрійців у битві біля Бассано (Ломбардія)
- 1886 — засновано Йоганнесбург, нині найбільше місто ПАР
- 1888 — відбувся перший матч Англійської футбольної ліги
- 1914 — біля села Воля-Висоцька (тепер Жовківський район, Львівська область) штабскапітан Петро Нестеров здійснив перший в історії повітряний таран, під час якого загинув і він, і екіпаж австрійського літака.
- 1919 — поет Габріеле д'Аннунціо на чолі загону італійських націоналістів захопив місто Фіуме (Королівство Сербів, Хорватів і Словенців) і проголосив його незалежною «Республіка Фіуме»
- 1943 — король Віктор Еммануїл III оголосив про капітуляцію Королівства Італія перед військами союзників
- 1951 — у Сан-Франциско представники 48 країн підписали мирний договір з Японією за підсумками Другої світової війни. СРСР у цій акції участі не брав, і дотепер Росія як його спадкоємниця формально перебуває в стані війни з Японією
- 1952 — вийшло перше книжкове видання повісті Ернеста Гемінґвея «Старий і море»
- 1967 — в Норвезькому морі через пожежу затонув радянський підводний човен «Ленінський комсомол» з 39 членами екіпажу
- 1989 — у Києві заснований Народний рух України за перебудову
- 1991 — у Києві зареєстрована найвища температура повітря 32 °C для цього дня року[2]
- 1993 — створено Всесвітню організацію міст культурної спадщини ЮНЕСКО. Відзначається як День солідарності міст Світової культурної спадщини
- 2005 — Президент України Віктор Ющенко своїми указами відправив у відставку уряд Юлії Тимошенко, а також звільнив із займаних посад секретаря Ради національної безпеки і оборони України Петра Порошенка, голову СБУ Олександра Турчинова, президента Національної телекомпанії України Тараса Стецьківа та голову Державної митної служби Володимира Скомаровського. Того ж дня В. Ющенко призначив виконувачем обов'язків прем'єр-міністра України Юрія Єханурова.
- 2005 — російське ВАТ «Газпром» і німецькі концерни BASF AG і E.ON AG підписали в Берліні угоду про будівництво Північно-Європейського газопроводу (Nord Stream) через акваторію Балтійського моря (в обхід України, Білорусі та країн Балтії).

## Народились
Дивись також Категорія:Народились 8 вересня
- 1157 — Річард I Левове Серце, англійський король (1189–1199) з династії Плантаґенетів.
- 1474 — Лудовіко Аріосто, італійський поет епохи Відродження
- 1812 — Наталія Гончарова, дружина Олександра Пушкіна, правнучка Гетьмана України Петра Дорошенка.
- 1830 — Фредерик Містраль, провансальський поет і лексикограф, лауреат Нобелівської премії з літератури за 1904 рік.
- 1841 — Антонін Леопольд Дворжак, чеський композитор.
- 1873 — Альфред Жаррі, французький поет, прозаїк і драматург.
- 1896 — Олександр Соколовський, український письменник доби Розстріляного Відродження.
- 1897 — Юхим Голишев, український композитор у Франції, скрипаль та художник. Був одним із перших відомих та визнаних композиторів додекафоністів.
- 1898 — Наталія Ужвій, українська акторка театру та кіно, Народна артистка СРСР, лавреатка двох Сталінських та Шевченківської премій
- 1913 — Петро Войновський, український політичний, військовий і громадський діяч
- 1916 — Григорій Слуцький, український архітектор.
- 1922 — Оган Дурян, вірменський диригент і композитор
- 1925 — Пітер Селлерс, британський комедійний актор
- 1928 — Василь Сологуб, український письменник.
- 1931 — Олександр Івахненко, український художник
- 1947;
  - Микола Шопша, український оперний співак.
  - Олексій Вадатурський, український агропідприємець. Герой України.
- 1953 — Лідія Забіляста, оперна співачка, народна артистка України
- 1963 — Вадим Перельман, кінорежисер, сценарист, продюсер.
- 1970 — Ніко Кейс, американська співачка і автор пісень, українка за національністю.
- 1975 — Андрій Жованик, офіцер Збройних сил України, учасник російсько-української війни, Герой України (посмертно).

## Померли

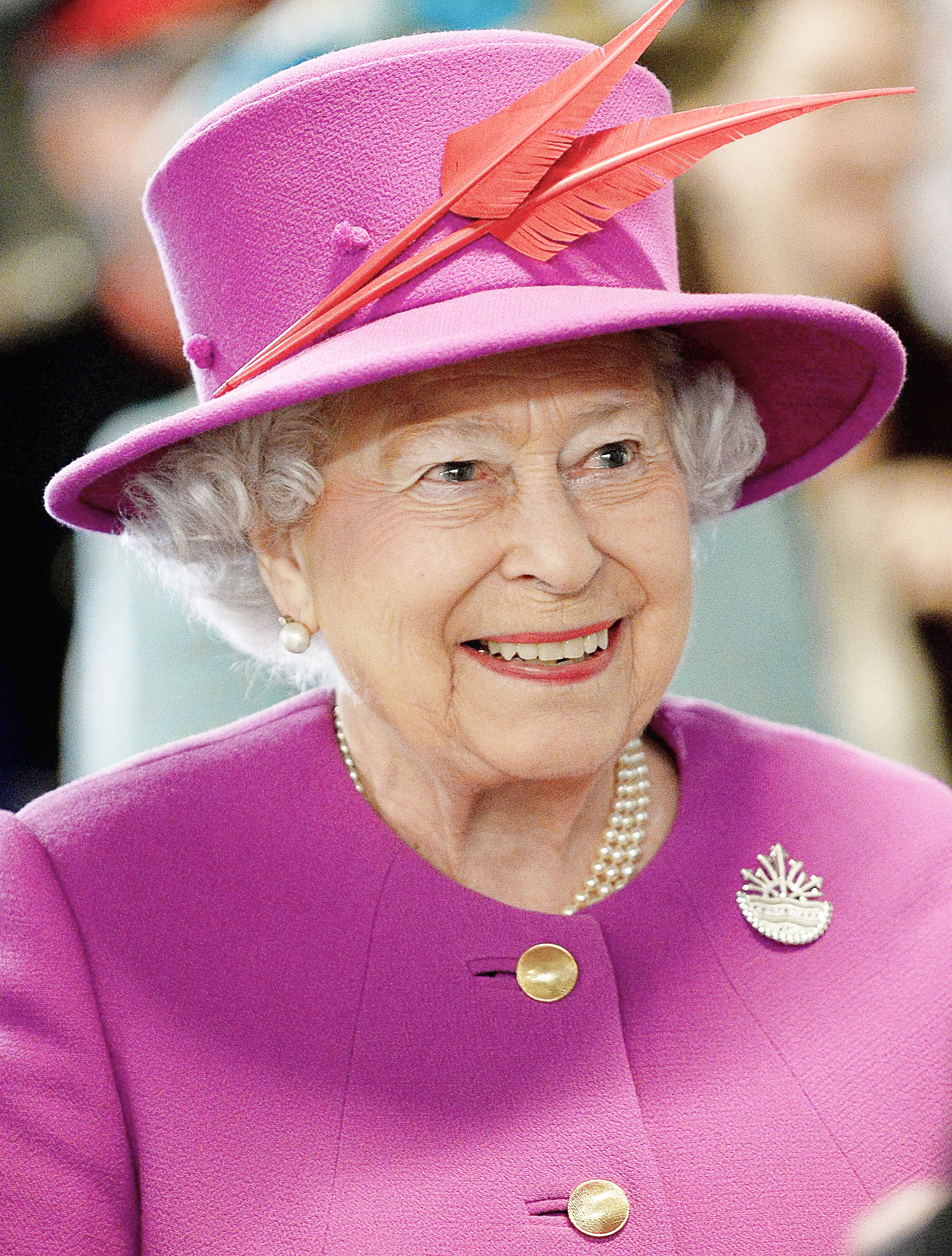
Королева Єлизавета II

Дивись також Категорія:Померли 8 вересня
- 1627 — Хуан Санчес Котан, іспанський художник-чернець доби бароко. Автор релігійних сюжетів, натюрмортів.
- 1882 — Жозеф Ліувілль, французький математик.
- 1894 — Герман фон Гельмгольц, німецький фізик, фізіолог і психолог.
- 1895 — Адам Опель, засновник компанії Adam Opel GmbH.
- 1914 — Петро Нестеров, український і російський військовий льотчик
- 1921 — Ян Янський, чеський серолог, невролог і психіатр. Першим в світі запропонував класифікацію крові по чотирьом групам.
- 1949 — Ріхард Штраус, німецький композитор і диригент.
- 1954 — Андре Дерен, французький живописець, графік, театральний декоратор, скульптор; яскравий представник фовізму.
- 1962 — Іван Омелянович-Павленко, український військовий діяч, генерал-хорунжий Армії УНР, командир Окремої кінної дивізії УНР, організатор УВВ.
- 1981 — Юкава Хідекі, японський фізик, перший японець нагороджений Нобелівською премією (1949)
- 2003 — Лені Ріфеншталь, німецький кінорежисер, фотограф і «улюблена актриса» Адольфа Гітлера
- 2006 — Михайло Дзиндра, український скульптор-модерніст.
- 2009 
  - В'ячеслав Хурсенко, український співак, композитор, автор-виконавець (зокрема, автор пісні «Соколята»)
  - Оге Нільс Бор, данський фізик. Член Данської королівської академії наук. Лауреат Нобелівської премії з фізики.
- 1914 — Магда Оліверо, італійська оперна співачка, сопрано.
- 2022 — Єлизавета II, королева Великої Британії.
- 2024 — Олександр Масляков, майже беззмінний телеведучий гумористичної телепрограми КВК.